# Ba Dinh
Ba Dinh là một xã thuộc huyện Ba Tơ, tỉnh Quảng Ngãi, Việt Nam.

## Địa lý
Xã Ba Dinh nằm ở trung tâm huyện Ba Tơ, có vị trí địa lý:
- Phía đông giáp thị trấn Ba Tơ
- Phía tây giáp xã Ba Tô
- Phía nam giáp xã Ba Bích
- Phía bắc giáp xã Ba Giang và xã Ba Vinh.

Xã Ba Dinh có diện tích 43,15 km², dân số năm 2019 là 5.103 người, mật độ dân số đạt 118 người/km².

## Lịch sử
Sau năm 1975, Ba Dinh là một xã thuộc huyện Ba Tơ.
Ngày 12 tháng 3 năm 1987, sáp nhập thôn Đồng Dinh của xã Ba Đình vừa giải thể vào xã Ba Dinh.
Năm 1993, điều chỉnh một phần diện tích và dân số của xã Ba Dinh để thành lập xã Ba Tô.
Ngày 23 tháng 12 năm 2008, thành lập xã Ba Giang trên cơ sở điều chỉnh 5.419,82 ha diện tích tự nhiên và 1.521 nhân khẩu của xã Ba Dinh.
Sau khi điều chỉnh, xã Ba Dinh có diện tích 35,76 km², dân số là 3.685 người, mật độ dân số đạt 103 người/km².
Đến năm 2019, xã Ba Dinh có diện tích 35,66 km², dân số là 4.377 người, mật độ dân số đạt 123 người/km².
Ngày 10 tháng 1 năm 2020, Ủy ban Thường vụ Quốc hội ban hành Nghị quyết số 867/NQ-UBTVQH14 về việc sắp xếp các đơn vị hành chính cấp huyện, cấp xã thuộc tỉnh Quảng Ngãi (nghị quyết có hiệu lực từ ngày 1 tháng 2 năm 2020). Theo đó, sáp nhập 7,49 km² diện tích tự nhiên và 726 người của xã Ba Chùa vừa giải thể vào xã Ba Dinh.
Sau khi sáp nhập, xã Ba Dinh có diện tích 43,15 km², dân số là 5.103 người.